# Cane da pastore belga
Il cane da pastore belga (anche chiamato Chien de Berger Belge o Belgian Shepherd Dog) è una razza di cane da pastore che si divide in quattro varietà: Groenendael, Laekenois, Malinois e Tervueren. La loro storia, il loro carattere, le loro cure e i consigli forniti dagli allevatori sono identici; cambia lo standard di razza.

## Storia
Il pastore belga deriva da quel ceppo di cani che popolava le zone adibite a pascolo nell'Europa nord-orientale; i suoi progenitori sono quindi i medesimi del pastore tedesco. Il professor Reul e i suoi collaboratori Bernaert e Van der Snick, studiosi della scuola veterinaria di Cureghen, in Belgio, hanno dato vita alla prima selezione della razza come la conosciamo oggi. Il 29 settembre 1891 venne fondato, a Bruxelles, da un gruppo di appassionati, agricoltori e pastori, il Club du Chien de Berger Belge. Il 15 novembre 1891 riuscirono a riunire, nel primo raduno della razza, un gruppo di un centinaio di cani, sui quali Reul e gli altri cominciarono ad operare la loro selezione. Il 20 marzo 1894 venne depositato il primo standard di razza, che costituì la base per poter iniziarne l'allevamento.
Negli anni a venire tra gli allevatori ci furono notevoli disaccordi, che esistono ancora oggi, su quali fossero le varietà da preferire alle altre, deludendo quindi gli allevatori delle varietà scartate. Quindi, ci furono diverse scissioni dal club ufficiale, che portarono a salvarne alcune, ma, in pratica, crearono molta confusione.
Solo sulla varietà del Groenendael ci fu subito accordo; il primo allevatore che cominciò la selezione fu il signor Nicolas Rose, che aveva una femmina, di nome Petite, completamente nera con macchie bianche su petto e punta dei piedi, che fece ricoprire da un maschio con lo stesso mantello, di nome Picard d'Uccle. Dalla prima cucciolata fu selezionato un cucciolo maschio a pelo lungo nero, che prese il nome di Duc de Groenendael (in foto con il padre); questo stallone è il progenitore di tutti i pastori belgi della varietà Groenendael.
Ancora oggi, al di fuori della FCI, ci sono nazioni che, rispetto allo standard ufficiale delle quattro varietà, ammettono alcune modifiche sia nei colori che nel tipo di pelo, ma, chiaramente, queste varietà non prendono premi nelle manifestazioni ufficiali internazionali.
Lo standard attuale è lo Standard FCI N° 15 /22.06.2001/F pubblicato il 13 marzo 2001, rimasto quasi invariato dal 1974, anno in cui sono stati vietati gli accoppiamenti tra varietà diverse, salvo casi particolari con deroga da parte della commissione di allevamento competente.

## Carattere
È una razza molto duttile e versatile con grande efficacia nei compiti più svariati: per la guardia, la difesa, la guida per non vedenti, come cane da catastrofe, da valanga, da compagnia e, naturalmente, da pastore. Il Pastore Belga è un cane vigile e attivo, ricco di vitalità e sempre pronto all'azione. Ottimo per la guardia delle proprietà e di tutte le cose considerate sotto la sua custodia, è anche un tenace difensore del suo proprietario. Il suo temperamento vivo e vigile, unito al suo carattere sicuro, senza alcuna paura né aggressività, deve sempre apparire dall'atteggiamento del corpo e dall'espressione fiera ed attenta dei suoi occhi brillanti.
Questo animale è, però, anche molto sensibile, impulsivo e risponde facilmente agli stimoli; se lo si tratta con troppa severità o con violenza potrebbe diventare ostile e molto pericoloso. 
È un cane molto elegante e muscoloso, questa caratteristica la rende una razza sportiva. La sua intelligenza e il suo senso olfattivo sviluppato lo portano ad essere indicato anche per lavori di polizia, come cane antidroga o da soccorso ma anche accompagnatore per ciechi. Il pastore belga è un cane molto affettuoso, richiede coccole e si lega tantissimo al suo padrone, lo difenderebbe a qualsiasi costo, forse per questo gli si deve anche un’etichetta di cane un po' aggressivo, cattivo. Il suo carattere impulsivo può essere regolato ed educato sin da quando è cucciolo, seguendolo e addestrandolo in modo da regolare il suo temperamento. Questo lo rende un ottimo cane da guardia. Ha uno spiccato spirito di iniziativa e quando si mette a fare la guardia non perdona nessuno, neanche persone che conosce di vista: quando scende la sera il territorio che controlla diventa invalicabile. È un cane molto sensibile quindi fate attenzione a non trattarlo con troppa durezza o severità perché è portato a reagire subito agli stimoli e potrebbe diventare ostile. È un cane molto allegro e gli piace scherzare e giocare con tutti e perché no anche coi bambini: in famiglia si comporta in maniera impeccabile, la difende e la custodisce gelosamente dagli intrusi. Il suo bisogno di sentirsi desiderato lo porta a voler essere incluso nelle attività di famiglia sin da cucciolo.

## Cure
Durante la crescita non sono necessarie cure particolari: è sufficiente alimentarlo con una dieta bilanciata che, per definizione, non richiede alcuna integrazione, specie di sali di calcio. Per quanto riguarda il mantello, le varietà a pelo lungo devono essere spazzolate ogni due-tre settimane e togliere allo stesso tempo il pelo morto, specie nel corso della stagione estiva. Minori problemi danno le varietà a pelo corto.

## Consigli
Il pastore belga è un cane fondamentalmente nevrile. Per questo motivo ha bisogno di una persona che si dedichi a lui con attività consone alla razza. È importante procedere ad una buona educazione di base. Si raccomanda anche un eventuale corso di educazione, per mettere ben in luce tutte le sue potenzialità.

## Diffusione
Nel 2016 sono risultati iscritti al libro genealogico dell'ENCI 1027 soggetti, in tutte le sue varietà.

## Impiego
- Agility Dog
- Compagnia
- Guardia
- Utilità e difesa
- Fly ball
- Free Style
- Obedience
- Protezione Civile